# 520 Franziska
Az 520 Franziska egy a Naprendszer kisbolygói közül, amit Max Wolf fedezett fel 1903. október 27-én.